# Tyler Kroft
Tyler Kroft (15 ottobre 1992) è un giocatore di football americano statunitense che milita nel ruolo di tight end per i Miami Dolphins della National Football League (NFL).

## Carriera

### Cincinnati Bengals
Dopo avere giocato al college a football a Rutgers, Kroft fu scelto nel corso del terzo giro (85º assoluto) del Draft NFL 2015 dai Cincinnati Bengals. Debuttò come professionista subentrando nella gara del primo turno contro gli Oakland Raiders. La sua stagione da rookie si concluse con 11 ricezioni per 129 yard e un unico touchdown, segnato nella settimana 15 contro i San Francisco 49ers.

### Buffalo Bills
Nel 2019 Kroft firmò con i Buffalo Bills.

### New York Jets
Il 22 marzo 2021 Kroft firmò un contratto di un anno con i New York Jets.

### San Francisco 49ers
Il 23 marzo 2022 Kroft firmò con i San Francisco 49ers.

### Miami Dolphins
IL 9 maggio 2023 Kroft firmò con i Miami Dolphins.